# Nach dir, Herr, verlanget mich
Nach dir, Herr, verlanget mich (BWV 150) ist eine der frühesten Kirchenkantaten von Johann Sebastian Bach.

## Entstehung
Bei dieser Kantate handelt es sich um eine der ältesten erhaltenen Kantaten Bachs (gemeinsam mit den Kantaten BWV 131, 196, 106 und 4); sie ist wahrscheinlich um 1706 entstanden. Christoph Wolff spricht in seiner Bach-Biographie von der „vermutlich frühesten erhaltenen Kantate“. Es liegt kein Autograph, sondern nur eine Abschrift aus dem Jahre 1753 vor, die Bachs Schüler Christian Friedrich Penzel angefertigt hat. Als Entstehungsort wird Arnstadt vermutet.
Der Text wurde von einem unbekannten Dichter auf der Grundlage von Psalm 25 verfasst.

## Thematik
Der Text besteht in den Chorsätzen Nach dir, Herr, verlanget mich; Leite mich in deiner Wahrheit und Meine Augen sehen stets zu dem Herrn aus den Worten des Psalms 25 (Verse 1–2 ; Vers 5  und Vers 15 ). Für die Arien und den Schlusschor verwendete Bach eine Psalmparaphrase des unbekannten Librettisten.
Da jede textliche Beziehung auf das Kirchenjahr fehlt, wurden verschiedene liturgische Einordnungen vorgeschlagen. So könnte die Kantate für einen Beichtgottesdienst, für den 3. Sonntag nach Trinitatis oder für eine Bestattungsfeier komponiert worden sein.

## Besetzung
- Gesangsolisten: Sopran, Alt, Tenor, Bass (Alt, Tenor und Bass im Terzetto Nr. 5 können auch durch die Chorstimmen gesungen werden)
- Chor: Sopran, Alt, Tenor, Bass
- Orchester: Fagott, Violine I/II, Basso continuo.

## Aufbau
Die Kantate besteht aus sieben Sätzen:
1. Sinfonia für Fagott, Violine I, Violine II, Basso continuo in h-Moll, das Fagott ist als obligate Solostimme notiert, spielt jedoch den Basso continuo mit.
2. Chor (Sopran, Alt, Tenor, Bass): Nach dir, Herr, verlanget mich, Beginn in h-Moll, Schluss in H-Dur; Fagott, Violine I, Violine II, Basso continuo, das Fagott tritt solistisch gegenüber dem Basso continuo hervor.
3. Arie (Sopran): Doch bin und bleibe ich vergnügt, h-Moll, Violinen unisono und Basso continuo.
4. Chor: Leite mich in deiner Wahrheit, h-Moll; Fagott, Violine I, Violine II, Basso continuo, das Fagott folgt zwar melodisch dem Basso continuo, phrasiert und pausiert jedoch eigenständig.
5. Terzetto (Alt, Tenor, Bass): Zedern müssen von den Winden, D-Dur, Fagott (solistisch) und Basso continuo. Der Vokalsatz ist einfach gehalten und kann auch von Chorsängern ausgeführt werden.
6. Chor: Meine Augen sehen stets zu dem Herrn, Beginn D-Dur, Schluss H-Dur; Fagott (solistisch), Violine I, Violine II, Basso continuo. Madrigalartiger Chorsatz im 6/8-Takt
7. Chor: Meine Tage in dem Leide, Beginn h-Moll mit Schluss in H-Dur; Chaconne im 3/2-Takt.

## Besonderheiten
Die frühe Kantate zeigt im Gesamtaufbau und in der Binnenstruktur der einzelnen Sätze bereits charakteristische Kompositionseigenheiten Bachs.
Die einleitende Sinfonia ist mit 19 Takten sehr kurz gehalten, am längsten sind die Chorstücke an zweiter und an letzter Stelle. Schon im ersten Satz wird als Vorgriff auf den darauffolgenden Chorsatz die musikrhetorische Klagefigur verwendet, ein chromatischer Quartgang abwärts, der in späteren Kantaten und Oratorien Bachs häufig auftritt.
In den folgenden Chorstücken dieser Kantate wechselt immer wieder die Geschwindigkeit. Im zweiten Teil steht der fugierte Anfang „Nach dir, Herr, verlanget mich“ in Allegro, darauf folgt „Mein Gott, ich hoffe auf dich“, homophon in Andante. Je nach der Textaussage in den Versen des vertonten Psalms 25 zieht sich diese Abfolge durch den gesamten Chorsatz. „Laß mich nicht zu Schanden werden“ wird „Un poco allegro“ fugiert und wechselt dann homophon zu Adagio. Die folgende Bitte „daß sich meine Feinde nicht freuen über mich“ ist wiederum mit „Allegro“ bezeichnet und fugiert. Den Schluss bildet eine homophone Kadenz auf die Durparallele, nun wieder im Adagio.
Die darauffolgenden Arie des Soprans Doch bin und bleibe ich vergnügt folgt nicht der seinerzeit üblichen Form der da-capo-Arie. Sie enthält keine Wiederholung, sondern ist liedartig durchkomponiert. Die melodische Struktur wird geprägt von der Corta-Figur, einer Abfolge dreier Noten, bei denen eine doppelt so lang wie die beiden anderen ist. Diese Figur wurde von Albert Schweitzer als „Freudenmotiv“ bezeichnet.
Im vierten Teil, einem Chorstück, wird die Eingangsbitte „Leite mich“ durch das Motiv einer zwei Oktaven umfassenden Tonleiter dargestellt. Auch hier finden sich wieder, je nach Textaussage, Wechsel zwischen den Tempobezeichnungen: Andante – Allegro – Andante.
Der fünfte Satz Cedern müssen von den Winden, ein Terzett von Alt, Tenor und Bass, reflektiert textlich die vorangehenden Psalmverse und veranschaulicht musikrhetorisch sowohl das Rauschen des Windes in den Zederbäumen als auch das „Widerbellen“ der Feinde, das der Psalmsänger zu gewärtigen hat. Der Basso continuo läuft hierbei weitgehend in Sechzehntelfiguren, die nur an Übergangsstellen durch Achtel und zweimal durch punktierte Achtel unterbrochen werden. Die Instrumente bilden so das Rauschen des Windes ab, während das „Widerbellen“ der Feinde in den Gesangsstimmen durch aufgeregte Überbindungen von Vierteln an kürzere Noten und Chromatik symbolisiert wird.
Bemerkenswert ist am sechsten Satz Meine Augen sehen stets zu dem Herrn zunächst die Form, denn er folgt dem Schema Präludium und Fuge. Während alle vorherigen Teile einen -Takt aufweisen, steht dieser Satz im 6/8-Takt. Der erste Teil, der dem Präludium entsprechen würde, zeigt eine madrigalartige Struktur, wie dies auch bei manchen von Bachs Präludien für Orgel der Fall ist. Der Beginn der Fuge ist wiederum durch einen Tempowechsel zu Allegro gekennzeichnet.
Der Schlusschor Meine Tage in dem Leide ist in Form einer Chaconne mit einem sich stets wiederholenden viertaktigen Basso-continuo-Thema geschrieben. Die immer noch verbreitete Annahme, dass er das Vorbild für den Finalsatz der Vierten Symphonie von Johannes Brahms gewesen sein könnte, beruht auf einer Anekdote des Berliner Chordirigenten Siegfried Ochs, die als Fälschung gelten muss.
Ein besonders spannender Moment in der Bachforschung war die Entdeckung eines Akrostichons, wenn man Teil 3,5,7 zusammennimmt. Ein Blogger hatte das Wort "Bach" in den Anfangsbuchstaben entdeckt, die Bachforschung entdeckte daraufhin den Namen "Doctor Conrad Meckbach" als Akrostichon in besagten Teilen.

## Ausgaben
- Breitkopf & Härtel, Leipzig 1884, Druckplatte B.W. XL.
- Bach-Gesellschaft-Ausgabe, Band 40